# Собор святого Георгія (Аддис-Абеба)
Собор Святого Георгія — собор Ефіопської православної церкви у столиці Ефіопії. Відрізняється характерою восьмигранною формою. Собор розташований у північній частині вулиці Черчілль Роуд (Churchill Road).

## Історія
Собор було зведено за проектом архітектора Себастьяно Кастаньї (Sebastiano Castagna) військовополоненими італійцями, які потрапили у полон під Адуа 1896 року, та був названий на честь святого Георгія після того, як Ковчег Заповіту тієї церкви було перевезено до місця битви при Адуа, де ефіопська армія здобула перемогу над італійцями. 
Італійські фашисти спалили собор під час війни 1937 року. Після звільнення країни 1941 року храм було відновлено імператором Ефіопії.
1917 року в соборі коронувалась імператриця Завдіту I, а 1930 – імператор Хайле Селассіє I, тому собор святого Георгія став місцем паломництва растафаріанців. При соборі працює музей, де експонується імператорський трон і вітражі роботи ефіопського художника Афеворка Текле. Враховуючи причину надання собору імені святого Георгія, в музеї виставлено зброю, що застосовувалась у війнах з італійцями, в тому числі — криві мечі, тризуби й величезні шоломи, виготовлені з левових грив.